# Леклер, Паскаль
Паска́ль Лекле́р (фр. Pascal Leclaire; 7 ноября 1982, Репантиньи, Квебек, Канада) — канадский хоккеист, играл в Национальной хоккейной лиге (НХЛ) на позиции вратаря в составе клубов «Коламбус Блю Джекетс» и «Оттава Сенаторз». Серебряный призёр Молодёжного чемпионата мира 2002 года и чемпионата мира 2008 года.
На протяжении всей карьеры Леклера преследовали травмы, которые не позволили ему в полной мере раскрыть весь свой потенциал. В ноябре 2012 года объявил о завершении карьеры хоккеиста, после того как не смог восстановиться от последствий полученной травмы бедра.

## Карьера

### Клубная карьера
На драфте Главной юниорской хоккейной лиге Квебека (QMJHL) 1998 года Леклер был выбран в 1 раунде под общим 5-м номером командой «Галифакс Мусхедз». За «Мусхедз» Паскаль выступал в течение трёх сезонов, пока в 2001 году не стал игроком «Монреаль Рокет», где и провёл свой последний сезон в QMJHL.

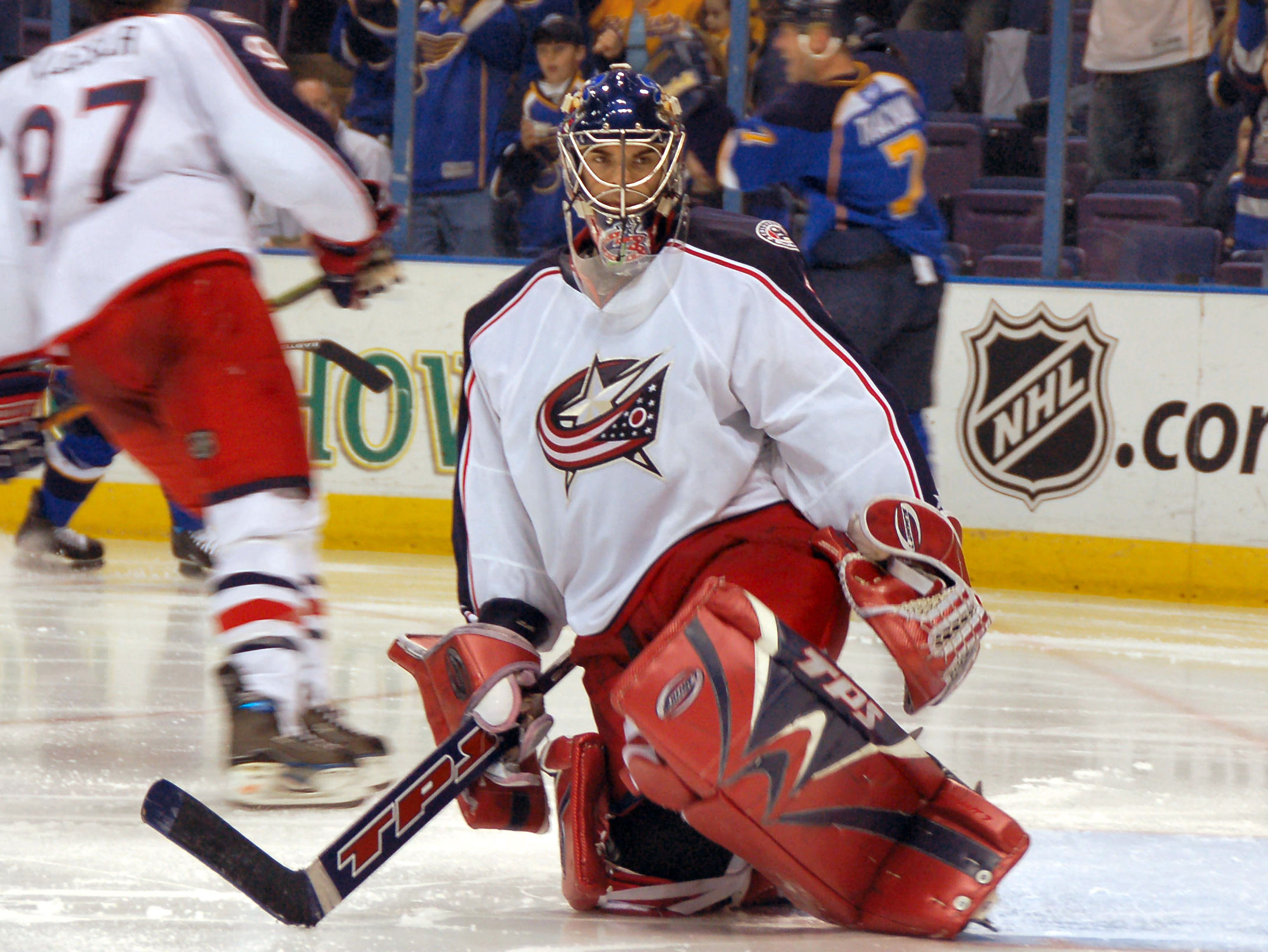
Леклер в составе «Коламбус Блю Джекетс» в 2008 году

 На драфте НХЛ 2001 года Леклер был выбран в 1 раунде под общим 8-м номером клубом «Коламбус Блю Джекетс». 24 апреля 2002 года подписал трёхлетний контракт с «Коламбусом». Начиная с 2002 года, в течение следующих трёх сезонов в основном играл в Американской хоккейной лиге (АХЛ) за фарм-клуб «Блю Джекетс» — «Сиракьюз Кранч».
15 августа 2005 года Паскаль подписал контракт с «Коламбусом» сроком на 1 год. В сезоне 2005—06 Леклер смог составить конкуренцию основному голкиперу «Блю Джекетс» Марку Дени и сыграл в 33 встречах регулярного сезона.
18 июля 2006 года Леклер подписал двухлетний контракт с «Коламбусом». После того как руководство «Блю Джекетс» обменяло Марка Дени в «Тампа-Бэй Лайтнинг» на Фредрика Норрену, Паскаль получил шанс стать основным вратарём клуба. Однако этому помешала травма подколенного сухожилия, полученная Леклером 22 декабря 2006 года, в матче против «Ванкувер Кэнакс». После проведённого медицинского обследования Паскалю потребовалась операция, которая была проведена 28 декабря 2006 года. Сначала врачи прогнозировали, что сроки восстановления займут около шести недель, но позднее выяснилось, что травма оказалась более серьёзной, чем предполагали, и остаток сезона Леклер был вынужден пропустить. В итоге новичок «Блю Джекетс» Норрена сыграл в 55 матчах регулярного сезона 2006—07, а Паскаль провёл на льду всего 24 игры.
Сезон 2007—08 оказался для Леклера одним из лучших в его профессиональной карьере. Паскаль стал основным вратарём клуба и в 54 матчах сделал 9 шатаутов (второе место в лиге по этому показателю после Хенрика Лундквиста), отразил в среднем 91,9 % бросков по собственным воротам и записал в свой актив коэффициент надёжности равный 2,25. Также Леклер получил шанс принять участие в Матче всех звёзд НХЛ 2008, заняв в голосовании болельщиков, на котором определяется состав участников матча, второе место среди вратарей Западной конференции. Однако в итоге Леклер в число игроков не попал.
30 июля 2008 года Леклер подписал новый контракт с «Коламбус Блю Джекетс» сроком на 3 года и общей стоимостью 11,4 миллионов долларов. В сезоне 2008—09 травмы продолжили преследовать Паскаля. Он быстро уступил место основного вратаря новичку Стиву Мэйсону, а затем в январе 2009 года, после очередного полученного повреждения, был включён в список травмированных игроков. Позднее выяснилось, что Паскалю требуется операция на лодыжке, а сроки восстановления после хирургического вмешательства могут занять до трёх месяцев. Из-за длительного реабилитационного периода Леклер пропустил оставшуюся часть сезона. 4 марта 2009 года «Коламбус» обменял Паскаля в «Оттава Сенаторз» на центрального нападающего Антуана Верметта и право выбора во 2 раунде драфта 2009 года.
В межсезонье Паскаль восстановился от травмы. Сезон 2009—10 он начал в качестве основного вратаря «Сенаторз». 23 ноября 2009 года, в матче против «Вашингтон Кэпиталз», Паскаль получил травму скулы, из-за которой пропустил один месяц. Череда травм продолжила преследовать Леклера во второй половине сезона и в его концовке Паскаль уступил место основного вратаря Брайану Эллиоту.

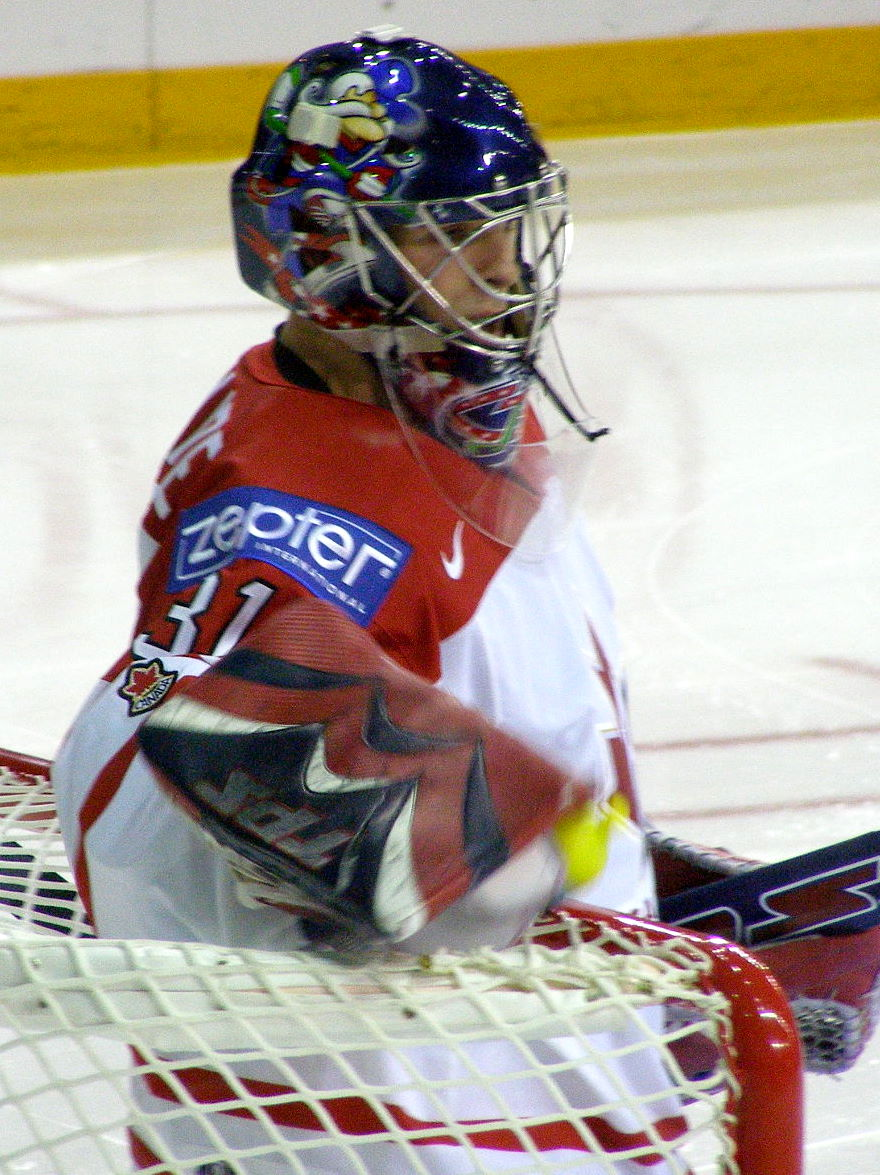
Паскаль Леклер в составе сборной Канады на чемпионате мира 2008 года

В сезоне 2010—11 Леклер провёл на льду в НХЛ всего 14 матчей и причиной тому стали травмы. 14 октября 2010 года на третьей минуте матча против «Каролина Харрикейнз» он получил травму нижней части тела. На восстановление от последствий повреждения ушёл почти месяц и следующее появление Леклера на льду состоялось 11 ноября 2010 года, в матче против «Ванкувер Кэнакс». Перед матчем с «Вашингтон Кэпиталз», на тренировке, Паскаль получил травму бедра. Повреждение оказалось очень серьёзным и к февралю 2011 года появилась информация о том, что он может больше не сыграть ни одного матча в сезоне 2010—11. 26 февраля 2011 года «Сенаторз» выставили Леклера на драфт отказов. Однако в услугах восстанавливающегося после травмы вратаря ни один из клубов НХЛ не нуждался и до конца сезона Паскаль остался числиться игроком «Оттавы». В марте 2011 года Леклеру была сделана операция на травмированном бедре.
В июле 2011 года Паскаль стал неограниченно свободным агентом. В течение сезона 2011—12 он безуспешно пытался заключить контракт с одним из клубов НХЛ. Перенеся за это время ещё две операции на травмированном бедре, и, не сумев полностью восстановиться после травмы, в ноябре 2012 года Леклер заявил о завершении профессиональной карьеры хоккеиста.

### Международная карьера
Паскаль Леклер играл в составе сборной Канады на Молодёжном чемпионате мира 2002 года, на котором родоначальники хоккея выиграли серебряные медали. Сам Паскаль, сделавший на турнире два шатаута, был включён в Сборную всех звёзд чемпионата.
На чемпионате мира 2008 года в составе сборной Канады, Леклер стал обладателем серебряной медали. На турнире канадцы дошли до финала, где в решающем матче за золотые награды проиграли в овертайме сборной России со счётом 4:5. Всего на турнире Паскаль сыграл 4 матча, в которых пропустил 8 шайб и сделал один шатаут.

## Статистика

### Международная
По данным: NHL.com, HockeyGoalies.org. и TSN.ca

## Достижения

### Командные
| Год  | Команда       | Достижение                                    | Достижение |
| ---- | ------------- | --------------------------------------------- | ---------- |
| 2002 | Канада (мол.) | Серебряный призёр молодёжного чемпионата мира | [ 2 ]      |
| 2008 | Канада        | Серебряный призёр чемпионата мира             | [ 2 ]      |

### Личные
| Год  | Команда       | Достижение                                                 | Достижение |
| ---- | ------------- | ---------------------------------------------------------- | ---------- |
| 2002 | Канада (мол.) | Попадание в Сборную всех звёзд Молодёжного чемпионата мира | [ 2 ]      |